# Killer List of Videogames
Killer List of Videogames (abbreviato KLOV) è un sito internet in lingua inglese nato con lo scopo di catalogare videogiochi arcade operati a monete. In precedenza un sito autonomo (KLOV.com), fa parte del gruppo The International Arcade Museum che si occupa di giochi a monete sia meccanici che elettronici.

## Il sito
Nelle schede dedicate ai cabinati è possibile trovare informazioni tecniche, curiosità, screenshot degli eventuali videogiochi e immagini e modelli 3D della macchina, oltre che alla rarità della stessa. Nel sito trova posto anche un forum, dove i collezionisti possono scambiare informazioni e notizie varie.

## Storia
L'idea del sito risale al 1991, quando era presente sotto forma di semplice lista testuale (chiamata anche "Coin-Ops A Poppin") reperibile tramite la rete Usenet in rec.games.video.arcade. Nel 2001 è stato acquistato dalla WebMagic, società che adesso detiene il copyright di tutto il materiale presente: questo ha causato un certo malumore fra molti volontari che avevano contribuito al sito.